# Úrbéri rendelet
Az úrbéri rendelet vagy úrbéri pátens Mária Terézia magyar királynő, Habsburg uralkodó által 1767-ben kiadott szabályozás, melynek célja a jobbágyok jobb állami adóképességének biztosítása volt. A rendelet egyik megalkotója a királynő bizalmasa, Festetics Pál.
Az abszolutista uralkodó által kiadott urbárium felváltotta az addig részben szokásjogon, részben helyről helyre változó módon írásban rögzített úrbéri előírásokat, szabályozta a jobbágytelek nagyságát, a jobbágyokat terhelő, földesurukat megillető szolgáltatásokat. Az egész telekkel rendelkező jobbágy évi 52 nap igás, vagy 104 nap kézi robot végzésére volt köteles. Ennek Magyarországon volt legnagyobb jelentősége, mivel addig itt volt a jobbágyság leginkább kiszolgáltatva a birtokos nemességnek.
A rendelet a birodalom legtöbb részén enyhítette a korábbi jobbágyterheket és csökkentette a jobbágyok kiszolgáltatottságát. Néhány helyen mégis a terhek növekedését eredményezte, ugyanis a legtehetősebb földesuraknak szolgáló jobbágyok a rendelet előtt kevesebbet dolgoztak az újonnan államilag megszabottnál. Ez egyes helyeken fokozta a társadalmi feszültségeket.

## Előzmények
Az adóalap fentartása érdekében[mivel a nemesség adómentes volt] már az 1723:18. törvénycikk — ennek megfelelően később a királyi rendeletek egész sora kimondotta, hogy "a jobbágytelek akár a
rendes határban, akár a szomszéd vagy bekebelezett pusztákon feküdt, vagy a földesúr majorsági földeiből hasittatott ki,
úrbéres természetét el ne veszítse többé."  
A puszta telek is úrbéres föld maradt, akárhogy is értékesítette a földesúr. Ez intézkedés lényegileg határt szabott a jobbágyság földtől való megfosztásának, amely például Angliában igen elterjedt volt.
Az 1764-1765. évi országgyűlésen az abszolút hatalomra törekvő királynő és magyar rendek között konfliktus bontakozott ki, mivel az udvar a papság és a nemesség megadóztatására  törekedett. Mária Terézia „elkedvetlenedve zárta be az országgyűlést és szakított a magyar rendi alkotmányosság formális tiszteletben tartásával is.”
1765-1766-ban a Dunántúlon, különösen Vas, Zala és Somogy megyében parasztmozgalmak bontakoztak ki a földesúri önkény, elsősorban a mértéktelenül megnövekedett robotkényszer ellen. (Lásd például a Nagyszentmihály szócikket.) Mária Terézia előbb katonai karhatalommal biztosította a rendet majd 1767. január 23-án kiadta az úrbéri rendelet, amelyet először hat dunántúli vármegyében hirdettek ki. A rendi országgyűlés mellőzésével bevezetett szabályozás előbb Vas, Zala, Somogy, Sopron, Tolna és Baranya  területén lépett életbe, a következő években azonban a kiküldött bizottságok valamennyi magyarországi vármegyében keresztülvitték a királynő akaratát.

## Biztosok kijelölése és feladatuk
„A Mária Terézia által kirendelt biztosok első és legfontosabb feladata az adott vármegyében földdel rendelkező birtokosok összeírása, valamint a jobbágyok lajstromba vétele volt, a felmérés során azonban részletesen beszámoltak a környezeti viszonyokról, a birtokok, legelők, rétek, kertek méreteiről, illetve foglalkoztak az ott élő jobbágyság jogállásával és adózási szokásaival is.” A biztosok minden földbirtokosnak külön urbáriumot készítettek, az előre megadott törzsszöveg alapján.

## Az urbariumok egységes szerkezete
Az urbáriumok 9 punktumot (fejezetet) tartalmaztak:
- Első punktum: Jobbágy házhelynek mivoltárul.
- Második punktumː A jobbágyoknak haszon vételeiről.
- Harmadik punktumː A jobbágyoknak szolgálatairól, vagyis robotjukról.
- Negyedik punktumː A jobbágyok adózásáról.
- Ötödik punktumː Az kilencedrül és hegy-vámrul.
- Hatodik punktumː Az földesuraknak jussárul és tulajdon jövödelmirül
- Hetedik punktumː Minden eltiltott és ennekutána eltávoztatandó rend kívül és helytelen szokásról.
- Nyolcadik punktumː A jobbágyoknak eltiltott állapotokrol és azok iránt rendelt büntetésekről.
- Kilencedik punktumː Azokrol, melyek a belső rendtartozást illetik.

## A jobbágytelek meghatározása
A rendelet szerint a jobbágyok kötelességeit és adózását a jobbágy házhelyhez (jobbágytelek) kell kötni. A jobbágytelek részeit és azok nagyságát a rendelet első punktuma határozta meg. A jobbágytelek belső fundusból (belső telek, belsőség), azaz házhelyből, annak udvarából és veteményeskertjéből, valamint külső appertinentiákból (tartozékok) állt. Az appertinentiákhoz tartozott a szántó, rét, legelő. A területek nagyságát azzal a vetőmag mennyiséggel határozták meg, ami az adott terület bevetéséhez kellett. Egy egész jobbágytelek belső fundusának nagysága 2 pozsonyi mérő, azaz kb. 62 liter volt. (1 pozsonyi mérő 2 véka volt, a véka méretű és egyúttal véka nevű szalmából font gabona tároló edények még pár évtizede is használatosak voltak a parasztgazdaságokban.) Két pozsonyi mérő vetőmaggal rendszerint 1200 négyszögöl, az az egy magyar hold nagyságú területet lehetett bevetni. Ha a belső telek ennél kisebb volt, az a külső tartozékokból pótolni kellett, ha a belső telek 1/4 mérőnél nem nagyobb mértékben haladta meg az előírtat, "azt mint csekélységet" nem kellett figyelembe venni, ha viszont ennél nagyobb mértékben, akkor azt is a külső tartozékokhoz kellett számítani.
Egy egész jobbágytelekhez tartozó szántó és rét nagysága különböző településeken az 1767. évi úrbéri tabellákban.
| Helység(ek) | Bozsok és Szerdahely | Csécsény         | Kisvác            | Palota                       | Karácsond         | Szolnok           | Tápé              |
| ----------- | -------------------- | ---------------- | ----------------- | ---------------------------- | ----------------- | ----------------- | ----------------- |
| Vármegye    | Vas                  | Győr             | Pest-Pilis-Solt   | Pest-Pilis-Solt              | Heves             | Szolnok           | Csongrád          |
| Szántó      | 18 hold              | 22 hold          | 26 hold           | 28 hold                      | 28 hold           | 30 hold           | 38 hold           |
| Rét         | 6 szekérre való      | 10 szekérre való | 12 kaszálóra való | 10 kaszálóra való            | 12 kaszálóra való | 12 kaszálóra való | 22 kaszálóra való |
| kaszálás    | évente kétszer       | évente egyszer   | évente egyszer    | némely részei évente kétszer | évente egyszer    | évente egyszer    | évente egyszer    |

A fél-, negyed- és nyolcad jobbágytelkes jobbágyokra a fenti rendelkezés arányosítva (proportio) értendő.

## A jobbágyok haszonvételi jogai
A második punktum a jobbágyok jogait rögzítette. Egy 1550. évi törvény alapján a jobbágyoknak szabad volt bort árulniuk Szent Mihály napjától Karácsonyig (a fenti települések közül Csécsényben /ma Rábacsécsény/, Karácsondon és Szolnokon), illetve Szent György napig (a fenti települések közül Bozsokon és Szerdahelyen /ma Kőszegszerdahely/, Kisvácon (1770-ben Váccal egyesült), Palotán (ma Rákospalota) és Tápén.
A jobbágyok haszonvételi jogainak további csoportja a jobbágytelken kívüli földterületekre vonatkozott. Az irtásokon elvégzett munkát a vármegyének fel kellett becsülnie és az így megállapított ellenértéket készpénzben ki kellett fizetnie a földesúrnak. A jobbágyok marhái számára megfelelő legelőterületet kellett biztosítani. Az erdőkben szabad faizási jog illette meg a jobbágyokat tüzelő gyűjtése céljából. Ugyancsak ingyen illette meg a jobbágyokat az épületre való fa is. Makkoltatásra a jobbágyok fizetés ellenében használhatták az erdőket, a fizetendő bér nagyságában a földesúrral kellett megegyezniük.

## A jobbágyoknak szolgálatairól, vagyis robotjukról
A harmadik punktum a jobbágyok szolgálatait és robotkötelezettségét rögzítette. „Az urbárium értelmében az egész birtokkal rendelkező jobbágyok heti 1 nap igás, vagy 2 nap kézi robottal tartoztak, ami a házas zsellérek esetében évi 18, míg a ház nélküliek esetében évi 12 napra csökkent. Ezenfelül a telkes jobbágyok további 1 forint füstadót fizettek, miközben a rendelet azt is megszabta, hogy uruk miként szedhette be a kilencedet, és fenti járandóságain felül milyen ajándékokat – pl. évi 1 icce vaj, 2 kappan, 12 tojás – követelhetett.”